# 12-й саміт G7

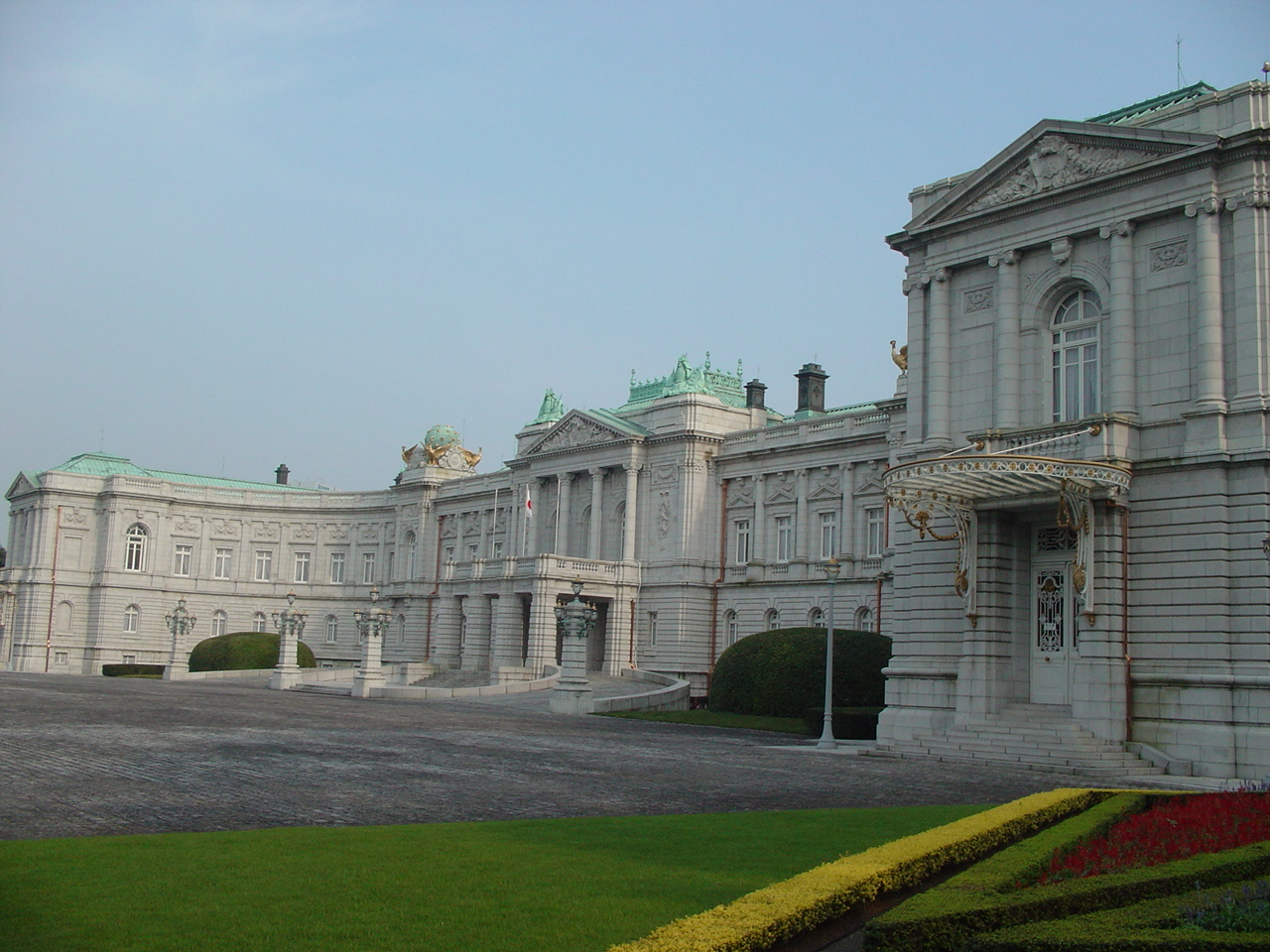

12-й саміт Великої сімки — зустріч на вищому рівні керівників держав Великої сімки, проходив 4-6 травня 1986 року в місті Токіо (Японія).

## Учасники
| Core G7 members   |                   |                  |                 |
| Учасник           | Учасник           | Представляє      | Посада          |
| Канада            | Канада            | Браян Малруні    | Прем'єр-міністр |
| Франція           | Франція           | Франсуа Міттеран | Президент       |
| Німеччина         | Німеччина         | Гельмут Коль     | Канцлер         |
| Італія            | Італія            | Беттіно Краксі   | Прем'єр-міністр |
| Японія            | Японія            | Накасоне Ясухіро | Прем'єр-міністр |
| Велика Британія   | Велика Британія   | Маргарет Тетчер  | Прем'єр-міністр |
| США               | США               | Рональд Рейган   | Президент       |
| Європейський Союз | Європейський Союз | Жак Делор        | Президент ЄС    |